# بخش اوتراکان

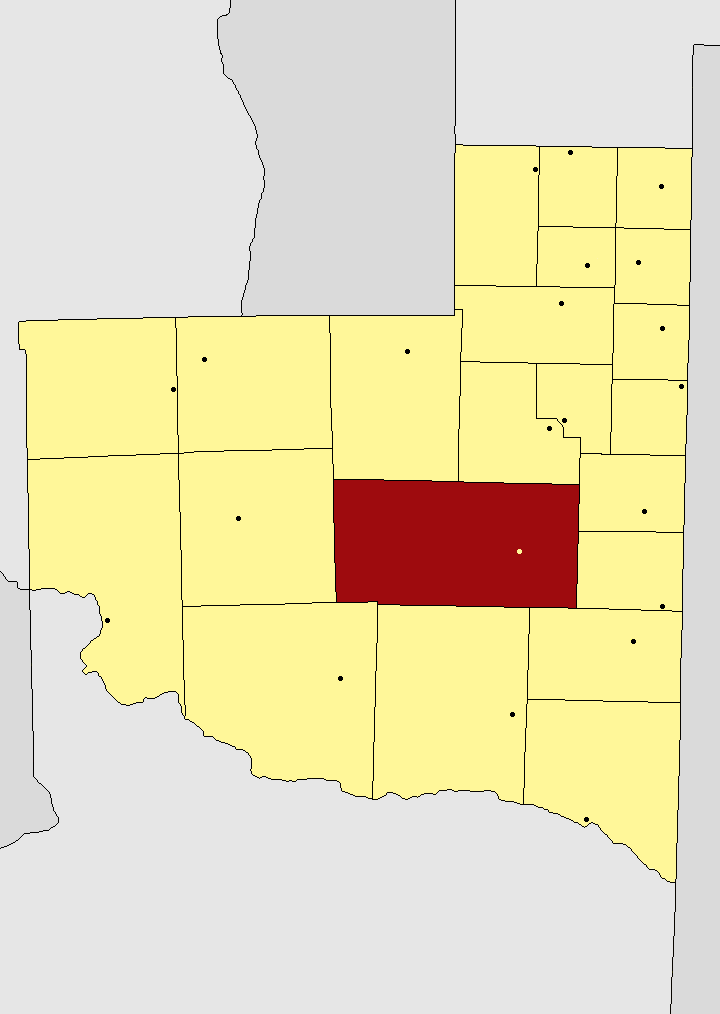
موقعیت جغرافیایی اوتراکان در لا پامپا

بخش اوتراکان (به اسپانیایی: Departamento Utracán) یک منطقهٔ مسکونی در آرژانتین است که در استان لا پامپا واقع شده‌است.